# Bíbor Szív
A Bíbor Szív (angolul The Purple Heart Medal) egy amerikai katonai kitüntetés, sebesülési érdemérem, George Washington arcképével.

## Megjelenés
A Bíbor Szív egy szív alakú érem, melyet aranysáv keretez. A szélessége 35 mm. Középen George Washington tábornok profilja látható, a háttér bíbor színű. A szív felett megjelenik Washington címere (fehér pajzs két piros sávval és három piros csillaggal), zöld levelek között.
Az érem hátoldalán a FOR MILITARY MERIT (magyarul katonai érdemért) szavak olvashatók egy szív alakú kiemelkedésben.
A szalag szélessége 35 mm és a következő csíkokból áll: 3 mm ezüst; 29 mm bíbor; és 3 mm ezüst.

## Ki kaphatja meg ezt a kitüntetést?
A Bíbor Szívet az USA fegyveres erői azon tagjainak ítélik oda, akik háború során csatában, ellenséges fegyvertől sebesültek meg. A kitüntetést posztumusz is odaítélik, ha a katona szolgálatteljesítés közben meghalt vagy sérüléseibe belehalt. Ebben az esetben a kitüntetést a legközelebbi hozzátartozó veheti át.

## Története
Az eredeti Bíbor Szívet George Washington alapította New Yorkban 1782. augusztus 7-én. A célja az volt, hogy a kitüntetettekről lehessen tudni, hogy vérüket áldozták szülőföldjük védelmében és ezért tisztelet és megbecsülést kapjanak szomszédaiktól.
A kitüntetésre, bár soha nem törölték el, az amerikai függetlenségi háborút követően az első világháború végéig nem jelöltek senkit.
1927. október 10-én Charles Pelot Summerall tábornok javasolta a kongresszusnak, hogy élesszék fel a katonai érdemérmet. A javaslatot visszavonták, és az előkészítéseket 1928. január 3-án felfüggesztették, de a tábornok irodáját utasították, hogy kartotékoljon minden anyagot, amit a lehetséges jövőbeli felhasználás érdekében gyűjtöttek.
1931. január 7-én Summerall utóda, Douglas MacArthur tábornok új terven kezdett dolgozni, amelybe bevonta Washington Művészeti Bizottságát. Szándéka az volt, hogy George Washington születésének 200. évfordulójára készítenék el az érmet.
Elizabeth Will (?-1975), a hadsereg címertani specialistája elkészítette annak a kitüntetésnek leírását, amit ma Bíbor Szívként ismerünk.
A művészeti bizottság a leírás alapján három gipszmodellt kért szobrászoktól, amiből végül kiválasztotta John R. Sinnock munkáját.
1931-ben az Egyesült Államok elnöke, George Washington születésének a 200. évfordulójára a Bíbor Szívet egy végrehajtási rendeletben felélesztette.
1932. február 22-én a Hadügyminisztériumban döntöttek a különböző díjak odaítéléséről. A kitüntetést végül 1917. április 5-éig visszamenőlegesen megítélték (ekkor lépett be az Egyesült Államok az I. világháborúba). Az első, akinek a Bíbor Szívet odaítélték, az maga MacArthur volt.
A II. világháború (1941. december 7. és 1943. szeptember 22-e között) korai szakaszában a Bíbor Szívet odaítélték mindazoknak, akik az ellenség elleni harcokban részt vettek, és a kötelességüket kimagaslóan teljesítették. Később a kongresszus egy törvénnyel megszüntette azt a gyakorlatot, hogy érdemes szolgálatért ítéljék oda a Bíbor Szívet.
1942. december 3-án a kitüntetést kiterjesztették minden fegyvernemre, és szabályozták az alkalmazását. Ettől kezdve csak sebesülésért volt adható.
1962. április 25-én keltezett rendeletben szabályozták, hogy a hozzátartozók milyen formában vehetik át a Bíbor Szív posztumusz díját.
1984. február 23-án keltezett rendelet engedélyezte a terrorista támadások során, illetve az 1973. március 28. után békefenntartó erők részeként szerzett sebesülések Bíbor Szívvel való elismerését.
A második világháborúban majdnem 500 000 darab Bíbor Szív érmet gyártottak. A mai napig nem múlták felül ezt a számot. 2003-ban, a Bíbor Szív érmek közül 120 000 darab volt készleten.